# Фольяно-Редіпулья
Фольяно-Редіпулья (італ. Fogliano Redipuglia) — муніципалітет в Італії, у регіоні Фріулі-Венеція-Джулія,  провінція Гориція.
Фольяно-Редіпулья розташоване на відстані близько 450 км на північ від Рима, 36 км на північний захід від Трієста, 13 км на південний захід від Гориції.
Населення — 3029 осіб (2014).
Щорічний фестиваль відбувається 21 листопада. Покровитель — Madonna della Salute.

## Демографія
Населення за роками:

Станом на 1 січня 2023 року в муніципалітеті офіційно проживало 170 іноземців з 29 країн, серед них 70 громадян країн Євросоюзу та 2 громадяни України.

## Сусідні муніципалітети
- Добердо-дель-Лаго
- Градіска-д'Ізонцо
- Ронкі-дей-Леджонарі
- Саградо
- Сан-П'єр-д'Ізонцо
- Віллессе